# Thesprotia
Thesprotia es un género de mantis (insecto del orden Mantodea) de la familia Thespidae. Es originario de América.

## Especies
Contiene las siguientes especies:
- Thesprotia brasiliensis
- Thesprotia brevis
- Thesprotia caribea
- Thesprotia filum
- Thesprotia fuscipennis
- Thesprotia gigas
- Thesprotia graminis
- Thesprotia infumata
- Thesprotia insolita
- Thesprotia macilenta
- Thesprotia maculata
- Thesprotia pellucida
- Thesprotia simplex
- Thesprotia subhyalina